# 阿布哈兹护照
阿布哈兹护照是阿布哈兹发给公民用于国际旅行的护照，同时在国内也可作为合法的身份证明。截至2011年末，仅有俄罗斯、尼加拉瓜、委内瑞拉、瑙鲁、瓦努阿图、图瓦卢共6个国家承认阿布哈兹。阿布哈兹公民在访问上述国家以外的国家时需要使用俄罗斯护照。

## 历史
在阿布哈兹护照开始签发之前，阿布哈兹使用苏联护照。苏联解体后，因为苏联护照将于2008年到期，阿布哈兹当局决定自行签发护照，这个问题在九十年代末第一次被讨论。 在2000年5月，司法部长宣布，俄罗斯外交部决定放弃由PGM（Perm Goznak Manufacture）公司印制阿布哈兹护照。 2003年，护照决定由土耳其的一家私人印刷公司制作，第一批护照共计25,000本，但在经过格鲁吉亚时被边检查处没收。当局决定在2004年总统大选之前将第二批护照下发，但在护照运到时阿尔津巴总统决定不予下发，因为护照中的印刷错误实在太多。巴加普什总统当选后，决定将这一批有错误的护照下发以免浪费资金。第一本护照被签发给前总统阿尔津巴，第二本被追授给了04年大选危机时唯一的遇难者塔玛拉。巴加普什总统是第一个提出护照申请的人。
当时阿布哈兹政府表示，2007年护照的签发将会全部完成，到那时，护照会成为唯一合法身份证明。据悉，2008年起未持有护照者将不得继续领取俄罗斯养老金。 

在2009年总统大选中，选民的身份会借由护照来确认。
阿布哈兹当局宣布在09年10月20日起，护照将会加入防伪标志，新版护照将有俄罗斯企业Goznak生产。现行的护照防伪功能非常差，不满足俄罗斯边检要求。 当局称新版护照于2010年6月底被签发。

### 阿布哈兹护照持照人数量
截至2007年2月，护照总签发量为33,000本。到四月份，这个数字上升至45,000，五月份上升至53,000，八月上升至63,000，08年7月上升至110,000，09年10月上升至141,245，11月上升至142625，截至12月7日共有146121本护照被签发。
下表是在2009年12月7日，护照持有人的民族分布表。
| 民族             | 数量    | 百分之 |
| 阿布哈兹         | 73,622  | 50.4   |
| 亚美尼亚         | 32,363  | 22.1   |
| 俄罗斯           | 17,795  | 12.2   |
| 格鲁吉亚         | 12,156  | 8.3    |
| 乌克兰           | 2,430   | 2.1    |
| 阿巴扎 (Abazins) | 2,138   | 1.7    |
| 希腊             | 1,500   | 1.0    |
| 其他             | 4,117   | 2.8    |
| 总计             | 146,121 | 100.0  |

此外，在护照持有人中，有9910人未满18岁，5759人居于阿布哈兹境外。

## 争议
护照在加利区优先签发，以便于更好的融入其他阿布哈兹居民，但因为种种原因一直有争议。加利区的居民大多数是格鲁吉亚公民，而阿布哈兹法律禁止双重国籍，故领取护照之前必须先放弃格鲁吉亚国籍。格鲁吉亚人反过来指责阿布哈兹政府强迫加利区的格鲁吉亚人放弃国籍并领取阿布哈兹护照，但当局否认有这种行为。

阿布哈兹政府宣布截至09年10月12日，共计3522加利区居民领取了阿布哈兹护照。

## 设计
阿布哈兹护照封面为深绿色，印有国徽，国徽上下方分别以阿布哈兹语和俄语写有“阿布哈兹”和“护照”。